# Пітер Фердінандо
Пітер Фердінандо (англ. Peter Ferdinando; Лондон) — британський актор. Найбільше відомий своєю головною роллю у фільмі Тоні 2009 року. Співпрацює з британським кінорежисером Беном Вітлі. 

## Життєпис
Пітер Фердінандо народився у Лондоні.

## Вибрана фільмографія
| Рік  | Назва (укр.)                          | Назва (англ.)                    | Роль                       | Примітки                                                                   |
| ---- | ------------------------------------- | -------------------------------- | -------------------------- | -------------------------------------------------------------------------- |
| 1990 | «Недалеко від дому»                   | Close to Home                    | Майкл                      |                                                                            |
| 1993 | «М'який верх, жорстке плече»          | Soft Top Hard Shoulder           | безхатченко                |                                                                            |
| 1998 | «Місто Титанік»                       | Titanic Town                     | солдат                     |                                                                            |
| 1999 | «Ловці метеликів»                     | Butterfly Collectors             | Парк Купер                 |                                                                            |
| 2004 | «Моя родина»                          | My Family                        | Ґарет                      |                                                                            |
| 2005 | «Доктор Хто»                          | Doctor Who                       | людина з половиною обличчя |                                                                            |
| 2006 | «Єдиний хлопець для мене»             | The Only Boy for Me              | Боб                        |                                                                            |
| 2006 | «Віртуози»                            | Hustle                           | Флеш Ґіт                   |                                                                            |
| 2007 | «Поліція Голбі»                       | Holby Blue                       | Стівен Прайс               |                                                                            |
| 2009 | «Тоні»                                | Tony                             | Тоні Бенсон                |                                                                            |
| 2011 | «Страйк»                              | Turnout                          | Потсі                      |                                                                            |
| 2012 | «Білосніжка та мисливець»             | Snow White and the Huntsman      | Чорний лицар               |                                                                            |
| 2013 | «Поле в Англії»                       | A Field in England               | Якоб                       |                                                                            |
| 2013 | «Симулятор»                           | The Mimic                        | Джессі                     |                                                                            |
| 2013 | «Від дзвінка до дзвінка»              | Starred Up                       | Денніс Спенсер             |                                                                            |
| 2014 | «300 спартанців: Відродження імперії» | 300: Rise of an Empire           | грецький посол             |                                                                            |
| 2014 | «Гієна»                               | Hyena                            | Майкл                      | На кінофестивалі у Лез-Арк отримав премію як найкращий актор у перформенсі |
| 2015 | «Притулок»                            | Safe House                       | Майкл                      |                                                                            |
| 2016 | «Висотка»                             | High-Rise                        | Косґров                    |                                                                            |
| 2016 | «Честь Томмі»                         | Tommy's Honour                   | майор Молесворд            |                                                                            |
| 2017 | «Привид у броні»                      | Ghost in the Shell               | Каттер                     |                                                                            |
| 2017 | «Король Артур: Легенда меча»          | King Arthur: Legend of the Sword | Граф Мерсії                |                                                                            |
| 2017 | «Загублені в Лондоні»                 | Lost in London                   | Данте                      |                                                                            |
| 2018 | «Віта та Вірджинія»                   | Vita & Virginia                  | Пітер Вулф                 |                                                                            |
| 2020 | «Творець»                             | Archive                          | Тагг                       |                                                                            |